# Piango per te
Piango per te è il secondo singolo estratto dall'album Libera da della cantante italiana Silvia Olari, pubblicato il 7 maggio 2010 dall'etichetta discografica Warner Music Italy.
La canzone è stata scritta dalla stessa interprete.
Del brano è stato pubblicato anche un video musicale, uscito in anteprima sul web sul sito di Tgcom.

## Tracce
1. Piango per te – 3:38 (Silvia Olari)